# Anton Schiffer
Anton Schiffer (født 1. september 1999 i Köln) er en forhenværende triatlet og nuværende cykelrytter fra Tyskland, der kører for Bike Aid.